# フェリー阪九
フェリー阪九は、阪九フェリーが運航していたフェリー。日本初の長距離フェリーである。

## 概要
- 阪九フェリーの第一船として林兼造船下関造船所で建造され、1968年8月10日に就航した。1976年3月に「第二十四阪九」就航に伴い定期運航から引退、予備船となる[1]。
- 1986年、キプロスのAdriatic Ferriesに売却され、SUN BOATとなった。改造後、ARIANE IとしてEuro Ferriesにより、パトラ - ブリンディジ航路で運航された。
- 1988年、パトラ - ブリンディジ - トリエステ航路で運航するため、Hellenic Cypriot Mediterranean Linesに傭船された後、リボルノ - ポルト・トッレス航路で運航するため、ティレニア・ナビガジオーネ（英語版）に傭船された。
- 1988年、年末にFalcon Maritimeに売却され、IERAPETRAとなり、ピレウス - シティア（英語版）航路で運航された。
- 1990年6月、Mediterranean Linesに売却され、RAFFAELLOとなり、パトラ - ブリンデジ航路で運航された。
- 1994年、マルタのLaird Maritimeに売却され、BRINDISIとなり、Stern Maritime Linesにより、バリ - イグメニッツァ - チェシュメ航路で運航された。
- 1995年、ブリンデジ - イグメニッツァ - コルフ - パトラ航路で運航するため、Vergina Ferriesに傭船された。
- 1999年、Starlight Ferriesに売却され、ATHINA Iとなった。
- 2002年、Five Star Linesに売却され、PALLADAとなり、コンスタンティノープル - オデッサ航路で運航された。
- 2003年、ウクライナのVival Marine Shipping Companyに売却され、コンスタンティノープル - オデッサ航路で運航を続けた。
- 2007年、スクラップとしてインドに売却、解体された。

## 設計
設計の概案については船舶設計の権威である村田義鑑の協力を得て5000総トン・速力18ノット・トラック積載数70-80台・乗用車積載数120台・旅客定員1200人の規模を割り出し自社の貨物集荷のノウハウや自動車運送業部門のバックアップを用いて貨物中心で収支を賄うこととした。
船体は4層構造で、上部からナビゲーションデッキ、プロムナードデッキ、ブリッジデッキ、ワゴンデッキと呼称しており、ナビゲーションデッキは操舵室および特二等専用サロン、プロムナードデッキは旅客区画、ブリッジデッキは前方が旅客区画、後方が乗用車積載区画、ワゴンデッキは大型車搭載区画となっている。ランプウェイはワゴンデッキにバウバイザー、スターンドアを装備する。ファンネルは並列煙突であるが、前船と同様にナビゲーションデッキにダミーファンネルを備える。

## 船内
航海船橋甲板
- 特2等喫煙室

遊歩甲板
- 一等室[6]（84名） - 和室、洋室
- 特二等室[6]（252名） - 和室
- 一等喫煙室[6]
- 案内所[6]
- バー[6]
- 売店[6]
- 一般食堂[6]

船楼甲板
- 二等室[6]（764名）
- ドライバー室[6]（100名）
- 浴室[6]